# Parada de Plaza de La Coruña (TRAM Alicante)
Plaza de La Coruña es una parada del TRAM Metropolitano de Alicante donde prestan servicio las líneas 4 y 5. Está situada en el barrio de Playa de San Juan, a 200 metros de la playa.

## Localización y características
Se encuentra ubicada al final de la avenida Oviedo, dentro de su mediana, y en la confluencia con la plaza de La Coruña. En esta parada se detienen los tranvías de las líneas 4 y 5. Pertenece al bucle que forma el final de ambas líneas, siendo el punto terminal de referencia. Dispone de un andén y una vía.

## Líneas y conexiones
| << Cabecera    | < Estación | Línea | Estación > | Cabecera >>    |
| -------------- | ---------- | ----- | ---------- | -------------- |
| Luceros        | Londres    |       | Instituto  | Luceros        |
| Puerta del Mar | Londres    |       | Instituto  | Puerta del Mar |

Enlace con la línea de bus urbano TAM (Masatusa): Línea 22, Alicante-Cabo de la Huerta-Playa de San Juan, y con las líneas de bus interurbano TAM (Alcoyana): Línea 21, Alicante-Playa San Juan-El Campello y línea 31, Mutxamel-Sant Joan-Playa San Juan en verano.